# Nette Nachbarn küsst man nicht
Nette Nachbarn küsst man nicht ist ein deutscher Fernsehfilm des Regisseurs Stephan Wagner aus dem Jahr 2006. Die Kriminalkomödie entstand nach einem Drehbuch von Autorin Ruth Toma und erzählt von der Münchner Staatsanwaltsgattin Helga Forstmann, gespielt von Senta Berger, die nach einem Umzug mit ihrem Mann eine Übergangswohnung in einem Berliner Hinterhof bezieht und nach einer nächtlichen Beobachtung davon überzeugt ist, in dem verdächtigen Umfeld des ramponierten Mietshauses mehrere Mordfälle bezeugen zu können.
Die Sat.1-Auftragsproduktion wurde von der  Studio Hamburg Produktion Berlin realisiert und von Mai bis Juni 2005 an verschiedenen Schauplätzen in Berlin gedreht. Neben Berger traten unter anderem Michael Gwisdek, Erdal Yıldız, Nina Kunzendorf und Martin Brambach vor die Kamera. Die Erstausstrahlung erfolgte am 7. Februar 2006 zur Hauptsendezeit in Sat.1. TV-Kritiker verglichen die Handlung der Produktion mit Hitchcocks Thriller Das Fenster zum Hof (1954) und lobten vornehmlich das Spiel der Darstellerriege.

## Handlung
Franz Forstmann wird durch seine Beförderung zum leitenden Staatsanwalt von der idyllischen bayrischen Landschaft in das anonyme Berlin versetzt. Seine Ehefrau Helga entscheidet sich schweren Herzens dazu, das gemeinsame Einfamilienhaus in München aufzugeben und ihm zu folgen. In der Hauptstadt angekommen, offenbart Franz, dass der von ihm beauftragte Immobilienmakler noch kein passendes Domizil für das Paar gefunden hat und sie übergangsweise zunächst in der Hinterhauswohnung eines heruntergekommenen Mietshauses unterkommen müssen. Schon bei der ersten Begehung ihrer neuen Heimat fühlt Helga sich alles andere als wohl: In der mulitkultuelleren Schar an kuriosen Nachbarn sieht sie ein Pulverfass aus Drogendealern, Alkoholikern, Punks und potenziellen Schlägern.
Von ihrem viel beschäftigen Mann vernachlässigt, fühlt sich Helga zunehmend befremdlich und einsam in ihrem neuen Zuhause. Einzig Cem, der türkischstämmige Nachbar aus dem Vorderhaus, kann sich mit seinem Charme und dem freien Blick auf sein Schlafzimmer ein wenig Aufmerksamkeit erarbeiten. Eines Nachts glaubt Helga jedoch zu beobachten, wie dieser die in Folie gewickelte Leiche seiner Geliebten in den Innenhof-Keller schafft. Als sie beschließt, der Sache auf den Grund zu gehen und ihren Nachbarn Herr Blaubach unter falschem Vorwand um die Schlüssel für den Keller bittet, bietet jedoch ausgerechnet Cem an, sie in den Keller zu begleiten. Während Helga Gefahr wittert, versucht Cem jedoch, sie zu verführen. Helga glaubt nach seinen Avancen zunächst, sich in Cem getäuscht zu haben, kann gemeinsam mit ihrer Putzfrau Fanny Damaschke kurze Zeit später jedoch beobachten, wie er eine weitere Leiche in den Keller trägt.
Als Helga in ihrer Verzweiflung Franz von der Tat berichtet, will dieser ihr nicht glauben und unterstellt ihr einmal mehr, paranoid zu sein. Tatsächlich fürchtet Helga in den Folgetagen stets, das nächste Opfer von Cem zu werden. Als Fanny und sie vom Balkon aus zusehen, wie er ein verletztes Nachbarsmädchen nach einem Sturz vom Fahrrad in den Keller trägt, fürchten sie um das Leben der Kleinen. Helga versucht, ihm Einhalt zu gebieten, wird jedoch von dem unablässigen Cem selbst in den Keller gelockt. Fanny kann sich ebenfalls Zugang zum Keller verschaffen und Cem mit einem Stiefel niederschlagen. Als die beiden Frauen die Leichen begutachten und feststellen, dass es sich dabei lediglich um lebensnahe Puppen handelt, entdecken sie in der Nachbarparzelle den Leichnam von Frau Blaubach. Als Herr Blaubach unerwartet dazustößt, kann Helga ihn mit einem Brecheisen außer Gefecht setzen. Einige Zeit später verbringt Helga die Nacht mit Cem.

## Hintergrund

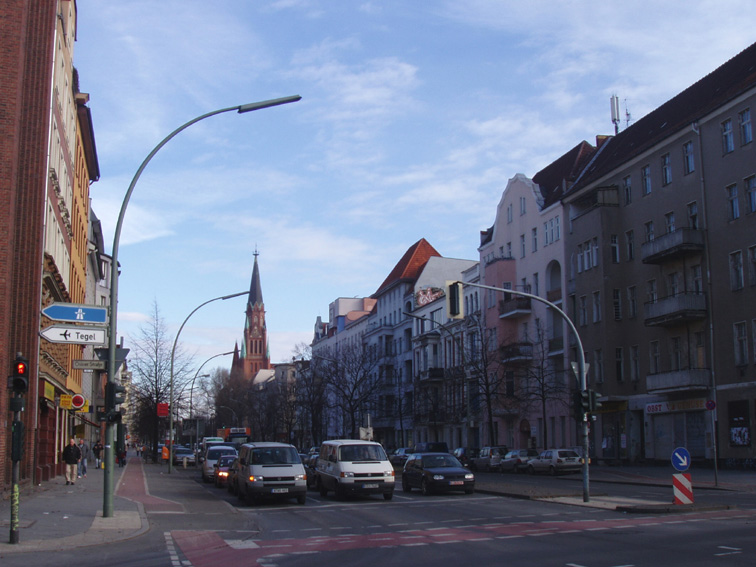
Der Hinterhof eines „abrißreifen Altbaus“ an der Berliner Prinzenallee diente als Hauptmotiv des Films.

Nette Nachbarn küsst man nicht wurde von der  Studio Hamburg Produktion Berlin im Auftrag von Sat.1 realisiert. Die Idee zum Film stammt von Ruth Toma, die den Stoff für ihr 90-minütiges Abschlussbuch an der Universität Hamburg nutzte. Nachdem Produzentin Doris Zander auf das Drehbuch aufmerksam geworden war, erklärte sich zunächst das ZDF nach einem Pitch bereit, den Film in Auftrag zu geben. Für die Regie konnte Hark Bohm verpflichtet werden. Die Zusammenarbeit mit ihrem ehemaligen Professor beschrieb Toma aufgrund ihrer unterschiedlichen Arbeitsweisen später jedoch als „Fiasko“. Dem ZDF missfiel das gemeinsam über mehrere Monate überarbeitete Drehbuch, das stark von Tomas Originalfassung abwich, und verwarf das Projekt schließlich.
Einige Jahre später bewegte Zander Toma dazu, ihr unrealisiertes Manuskript noch einmal umzuschreiben. Zander bot das Drehbuch nach Überarbeitung dem Sender Sat.1 an, der sich bereit erklärte, den Stoff zu verfilmen und Stephan Wagner als Regisseur anheuerte. Die Redaktion übernahm Jochen Ketschau. Als Hauptdarstellerin stieß Senta Berger später zum Projekt hinzu. Die Dreharbeiten fanden an 23 Drehtagen zwischen 31. Mai und 30. Juni 2005 in Berlin, vornehmlich in den Ortsteilen Wedding und Moabit, statt. Als Hauptspielort fungierte der Hinterhof eines „abrißreifen Altbaus“ an der Prinzenallee. Der Arbeitstitel Die Männer sind alle Verbrecher, der sich dem gleichnamigen Lied von Walter Kollo bedient, wurde zugunsten des späteren Titels verworfen, den Toma als „schrecklich“ bezeichnete. Als musikalisches Leitmotif des Films diente das Lied „The Mambo Craze“ der Band DePhazz.

## Kritiken
„Regisseur Stephan Wagner ist eine locker-leichte und humorvolle Krimi-Komödie gelungen, die vor allem von dem Spiel seiner Protagonisten profitiert. Senta Berger zuzuschauen, wie sie als voyeuristische Beobachterin der nachbarlichen Ereignisse ein ums andere Mal von einer unerwarteten Situation in die andere kommt, bereitet viel Spaß und verleitet den geneigten Zuschauer oft zum Schmunzeln […] Die Produktion unterhält blendend und verschafft dem Zuschauer einen gelungenen Fernsehabend.“

„Wagner […] hat mit Nette Nachbarn küsst man nicht einen amüsanten kleinen Film über echte und falsche Verbrechen vorgelegt. Die Sat.1-Produktion besticht zwar keineswegs durch so klug in Szene gesetzte Paranoia wie sein Fluchthelfer-Krimi Der Stich des Skorpion, und der soziale Kosmos wird hier nicht so präzise beleuchtet wie im vielfach ausgezeichneten Justizdrama In Sachen Kaminski. Trotzdem legt Wagner mit seiner realitätsbefreiten Hinterhof-Mär unterhaltsam die Grunddynamik eines jeden Thrillers offen: Der Lust am Schauen folgt unmittelbar die Angst vor dieser Lust.“

„Regisseur Stephan Wagner drehte hier einen recht unglaubwürdigen Streifen auf den Spuren von Hitchcocks Thriller Das Fenster zum Hof, den er ganz auf seine Hauptdarstellerin Senta Berger zugeschnitten hat. Besser waren da Wagners Regiearbeiten Liebestod, Bloch: Fleck auf der Haut, Dienstreise – Was für eine Nacht und besonders Der Stich des Skorpion.“

„Geradezu lustvoll bedient sich Stephan Wagner der sattsam bekannten Thriller-Versatzstücke, um sie fröhlich zu konterkarieren. Senta Berger treibt das Spiel mit den Kontrasten auf die Spitze, weil Helga grundsätzlich das Gegenteil von dem tut, was ihr die Stimme der Vernunft einflüstert. Wunderbar gespielt sind auch die Momente, in denen sie Tatkraft andeutet, um die großen Gesten dann doch im Ansatz stecken zu lassen. Und Gwisdek ist in seiner Mischung aus grantiger Gemütsruhe und geschäftiger Gleichgültigkeit ein wunderbares Gegenstück.“

„Gut besetzte (Fernseh-)Kriminalkomödie.“

## Erfolg
Nette Nachbarn küsst man nicht feierte am 7. Februar 2006 zur Hauptsendezeit im Sat.1 Erstausstrahlung. In der werberelevanten Zielgruppe der 14- bis 49-Jährigen konnte die Kriminalkomödie einen Marktanteil von 11,7 % Prozent erzielen. Die Leser des Branchendienstes Quotenmeter.de verliehen der Produktion im Jahr 2006 den Quotenmeter-Fernsehpreis in der Kategorie „Bester Fernsehfilm“.